# Llista de clubs maltesos de futbol
Llista del principals clubs de futbol de la República de Malta:
| Club                                  | Ciutat         | Any de fundació | Colors             |
| ------------------------------------- | -------------- | --------------- | ------------------ |
| Floriana Football Club                | Floriana       | 1894            | verd i blanc       |
| Valletta Football Club                | Valletta       | 1943            | blanc i vermell    |
| Hamrun Spartans Football Club         | Hamrun         | 1907            | vermell i negre    |
| Hibernians Football Club              | Paola          | 1931            | blanc i negre      |
| Sliema Wanderers Football Club        | Sliema         | 1909            | blau i blanc       |
| Birkirkara Football Club              | Birkirkara     | 1950            | groc i grana       |
| Pietà Hotspurs Football Club          | Pietà          | 1968            | blau i blanc       |
| Mosta Football Club                   | Mosta          | 1935            | blau               |
| Marsaxlokk Football Club              | Marsaxlokk     | 1944            | blau i blanc       |
| Msida St. Joseph's Football Club      | Msida          | 1906            | vermell            |
| Naxxar Lions Football Club            | Naxxar         | 1920            | vermell i carbassa |
| Saint Patrick's Football Club         | Zabbar         | 1912            | groc i negre       |
| Lija Athletic Football Club           | Lija           | 1949            | vermell i blanc    |
| Marsa Football Club                   | Marsa          | 1920            | vermell i blau     |
| Saint Andrews Football Club           | Saint Andrews  | 1983            | violeta            |
| St. George's Football Club            | Cospicua       | 1890            | blau cel           |
| Tarxien Rainbows Football Club        | Tarxien        | 1949            | blau i blanc       |
| Mqabba Hajduks Football Club          | Mqabba         | 1957            | vermell            |
| San Gwann Football Club               | San Gwann      | 1972            | groc               |
| Senglea Athletics Football Club       | Senglea        | 1943            | groc i vermell     |
| Attard Football Club                  | Attard         | 1974            | vermell i negre    |
| Gozo Football Club                    | Xwekija        | 1987            | blau i grana       |
| Mellieha Sport Club                   | Mellieha       | 1947            | blau               |
| Vittoriosa Stars Football Club        | Vittoriosa     | 1906            | vermell            |
| Qormi Football Club                   | Qormi          | 1961            | groc i negre       |
| Gżira United Football Club            | Gzira          | 1948            | marró i blau cel   |
| Balzan Youths Football Club           | Balzan         | 1937            | vermell i blanc    |
| Dingli Swallows Football Club         | Dingli         | 1948            | vermell i blau     |
| Zebbug Rangers Football Club          | Zebbug         | 1943            | groc i verd        |
| Gudja United Football Club            | Gudja          | 1945            | blau               |
| Gharghur Football Club                | Gharghur       | 1971            | vermell i blanc    |
| Melita Football Club                  | St. Julian's   | 1932            | vermell            |
| Rabat Ajax Football Club              | Rabat          | 1930            | blanc i negre      |
| Zurrieq Football Club                 | Zurrieq        | 1949            | vermell            |
| Xghajra Tornadoes Football Club       | Xghajra        | 1985            | verd i blanc       |
| Birzebbugia St. Peters Football Club  | Birżebbuġa     | 1946            | blau               |
| Ghaxaq Football Club                  | Ghaxaq         | 1950            | verd               |
| Fgura United Football Club            | Fgura          | 1971            | vermell i blanc    |
| Luqa St. Andrew’s Football Club       | Luqa           | 1934            | vermell i negre    |
| Pembroke Athleta Football Club        | Pembroke       | 1962            | vermell i gris     |
| Mgarr United Football Club            | Mgarr          | 1967            | verd               |
| Santa Lucia Football Club             | Santa Lucia    | 1974            | groc               |
| Kirkop United Football Club           | Kirkop         | 1956            | vermell            |
| Zejtun Corinthians Football Club      | Zejtun         | 1944            | blau i blanc       |
| Ta’ Xbiex Football Club               | Lija           | 1945            | violeta            |
| Siggiewi Football Club                | Siggiewi       | 1945            | groc i vermell     |
| Santa Venera Lightnings Football Club | Santa Venera   | 1945            | groc i blau        |
| Sirens Football Club                  | St. Paul's Bay | 1968            | blau               |
| Kalkara Football Club                 | Kalkara        | 2004            | ?                  |